# Nico O'Reilly
Nico O'Reilly (* 21. března 2005) je anglický fotbalista, který hraje jako záložník za anglický klub Manchester City.
Za akademii Manchesteru City hrál v letech 2011–2024. Od roku 2024 hraje za A-tým. Je mládežnickým reprezentantem Anglie, hrál za reprezentace do 16, 17 i 18 let. Od roku 2024 hraje za reprezentaci do 20 let.